# パジャマラマ
「パジャマラマ」（Pyjamarama）は、イングランドのロック・バンドであるロキシー・ミュージックが1973年のシングルで発表した楽曲である。

## 解説
1972年7月に行なわれたデビュー・シングル『ヴァージニア・プレイン』のレコ―ディングから準メンバーとして参加したリック・ケントン（ベース）が、引き続いて行なわれたイギリス・ツアーとアメリカ・ツアーの後に離脱した。彼等はブライアン・フェリーがニューカッスル大学在籍中に結成したザ・ガス・ボード（The Gas Board）のメンバーだったジョン・ポーターを客演者としてベーシストに起用して、レコ―ディングに臨んだ。
本曲の作詞作曲はフェリーによる。彼は本曲を初めてギターを使って作曲し、レコ―ディングでもギターを弾いた。B面収録曲「ザ・プライド・アンド・ザ・ペイン」はアンディ・マッケイ作のインストゥルメンタルである。
レコ―ディングは1973年2月にロンドンのAIRスタジオで行なわれた。プロデューサーにはクリス・トーマスとジョン・アンソニーが起用された。
シングルは2月23日に発表され、全英シングルチャートで最高10位を記録した。
本曲は同時に制作されたセカンド・アルバム『フォー・ユア・プレジャー』には収録されず、1977年に発表された編集アルバム『グレイテスト・ヒッツ』で初めてアルバムに収録された。

## 参加メンバー
- ブライアン・フェリー – ボーカル、キーボード、ギター[5]
- イーノ – シンセサイザー、テープ
- アンディ・マッケイ – オーボエ、サクソフォーン
- フィル・マンザネラ – ギター
- ポール・トンプソン – ドラム
- ジョン・ポーター[注釈 5] – ベース

- クリス・トーマス – プロデュース
- ジョン・アンソニー – プロデュース